# Jan Cilliers Park

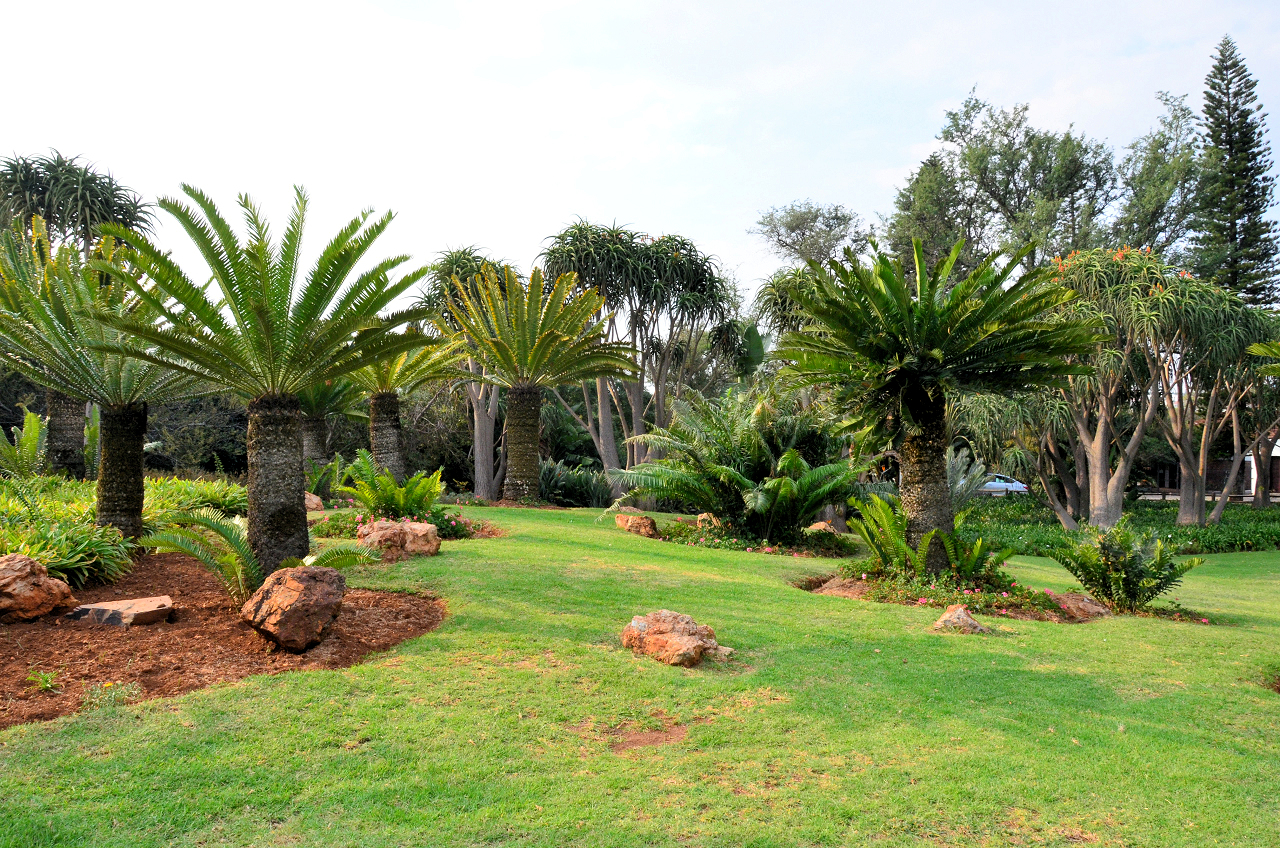
Cycads del Jan Cilliers Park

Jan Cilliers Park es un parque en Groenkloof, Pretoria, Sudáfrica. Cuenta con 4,5 hectáreas y se encuentra en la ladera norte de Klapperkop. También se le conoce como Protea Park. El parque está dedicado a las plantas nativas y ofrece vistas panorámicas de la ciudad y los Union Buildings. El parque está en la esquina de las calles Wenning y Broderick, con la entrada en esta última. La pieza central del parque es un arroyo con 14 cascadas en miniatura que conectan dos presas junto con una amplia variedad de plantas. El parque también cuenta con grandes prados intercalados con rocallas, árboles y arbustos.

## Historia

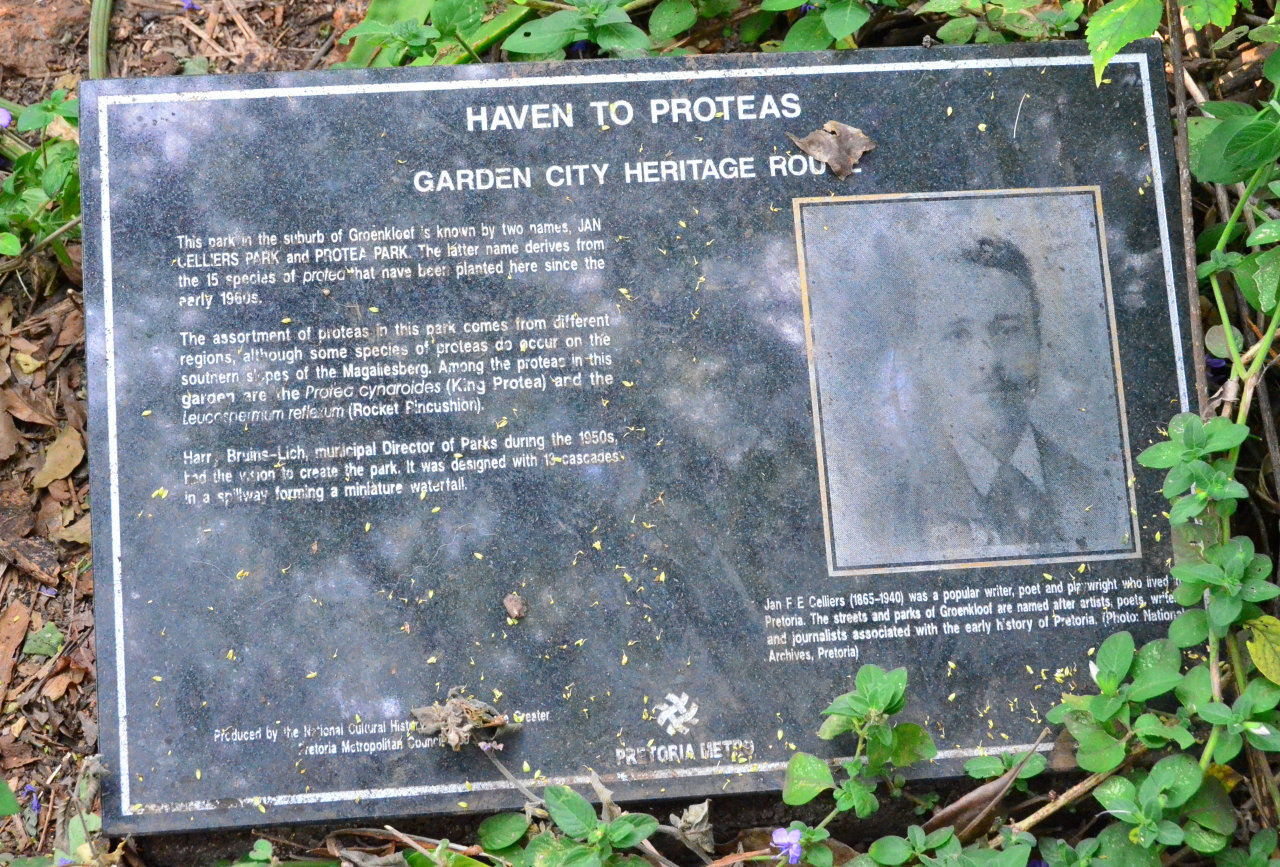
Jan Cilliers Park lleva el nombre del poeta Jan FE Celliers

El parque fue diseñado en los años 60 por Harry Bruins-Lich, director de parques en Pretoria de 1942 a 1967, y fue nombrado en honor al poeta afrikáner, Jan F.E. Celliers.

## Galería

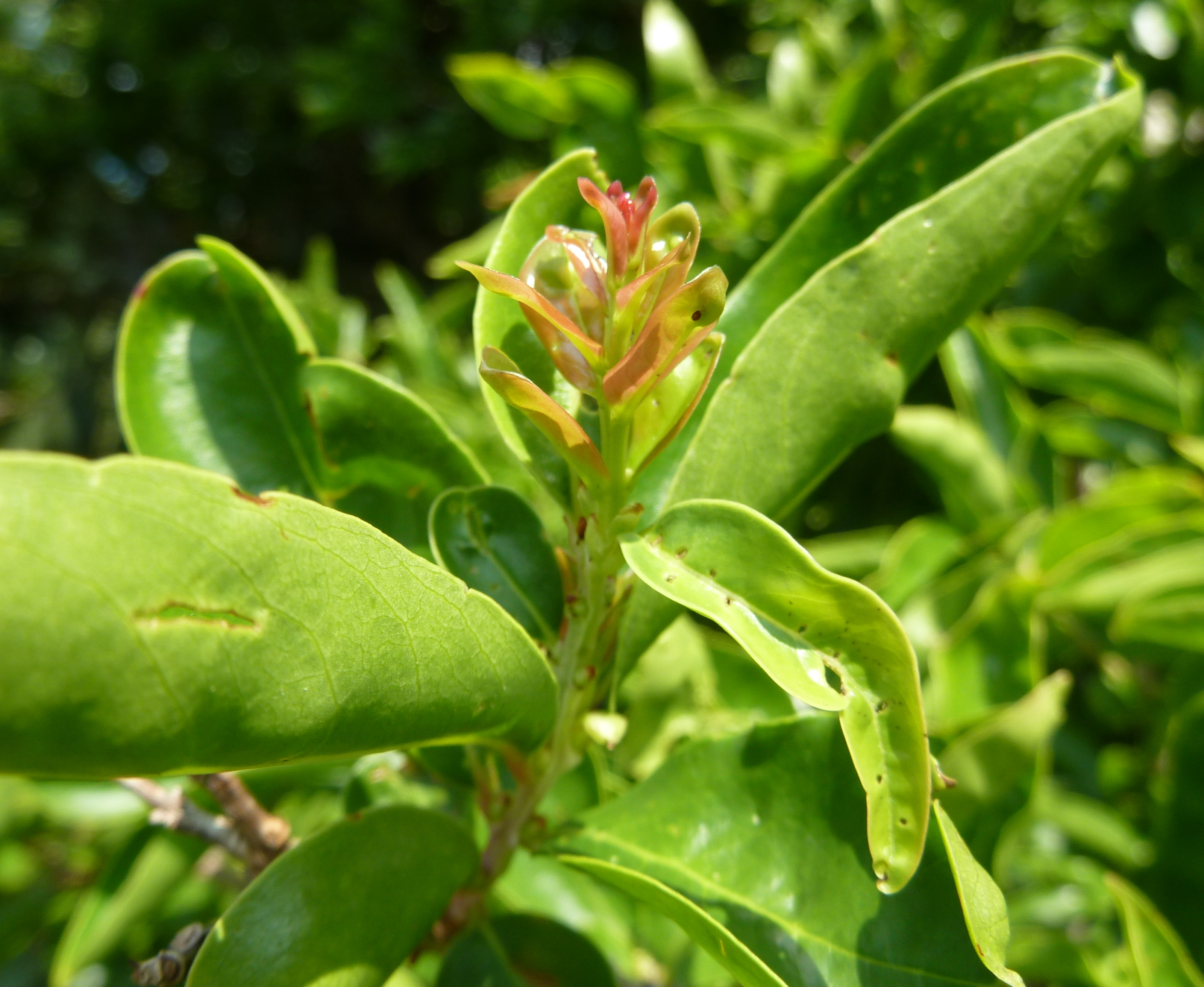
Ejemplar de Wild Pride of India del parque
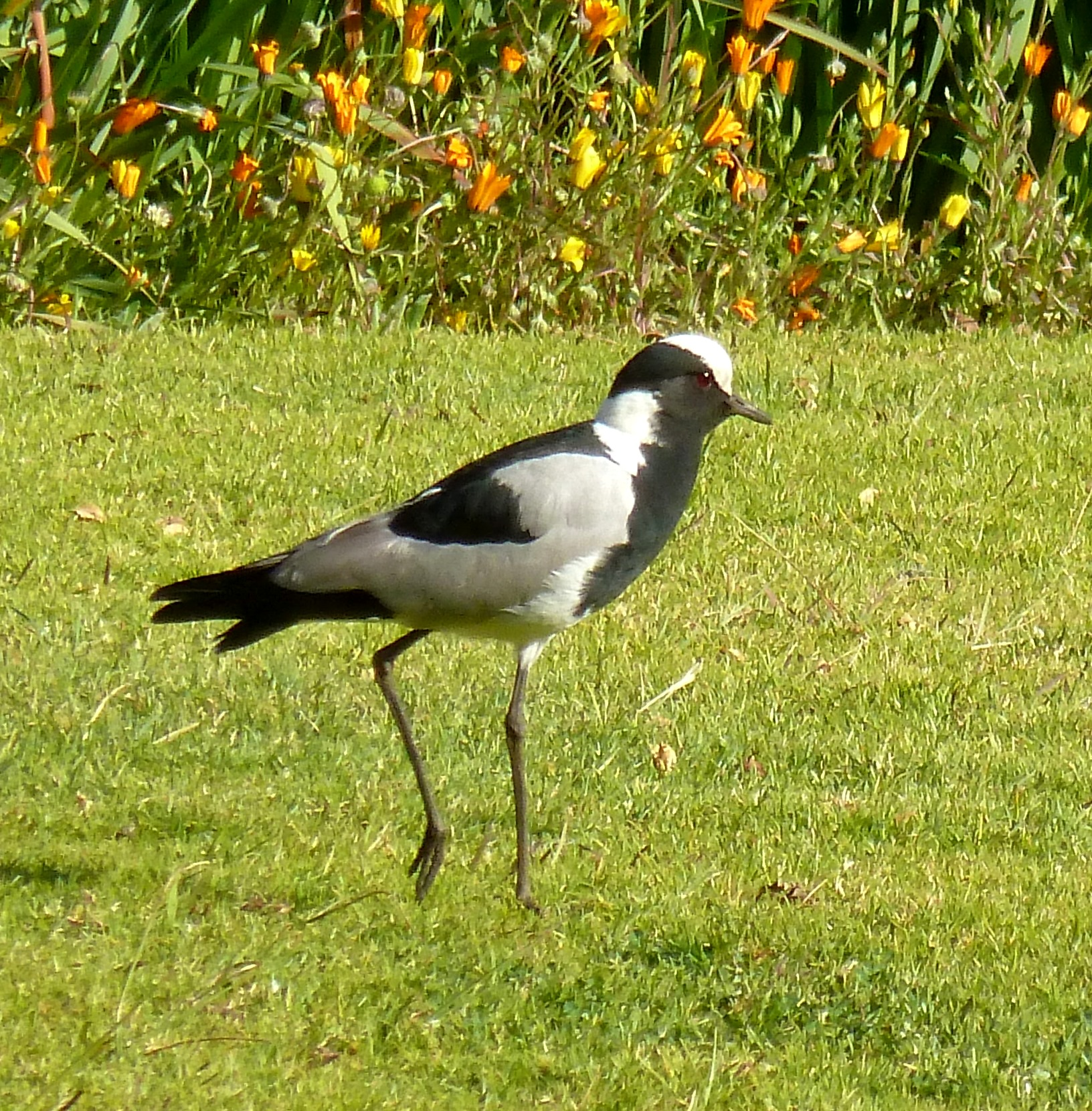
Vanellus armatus
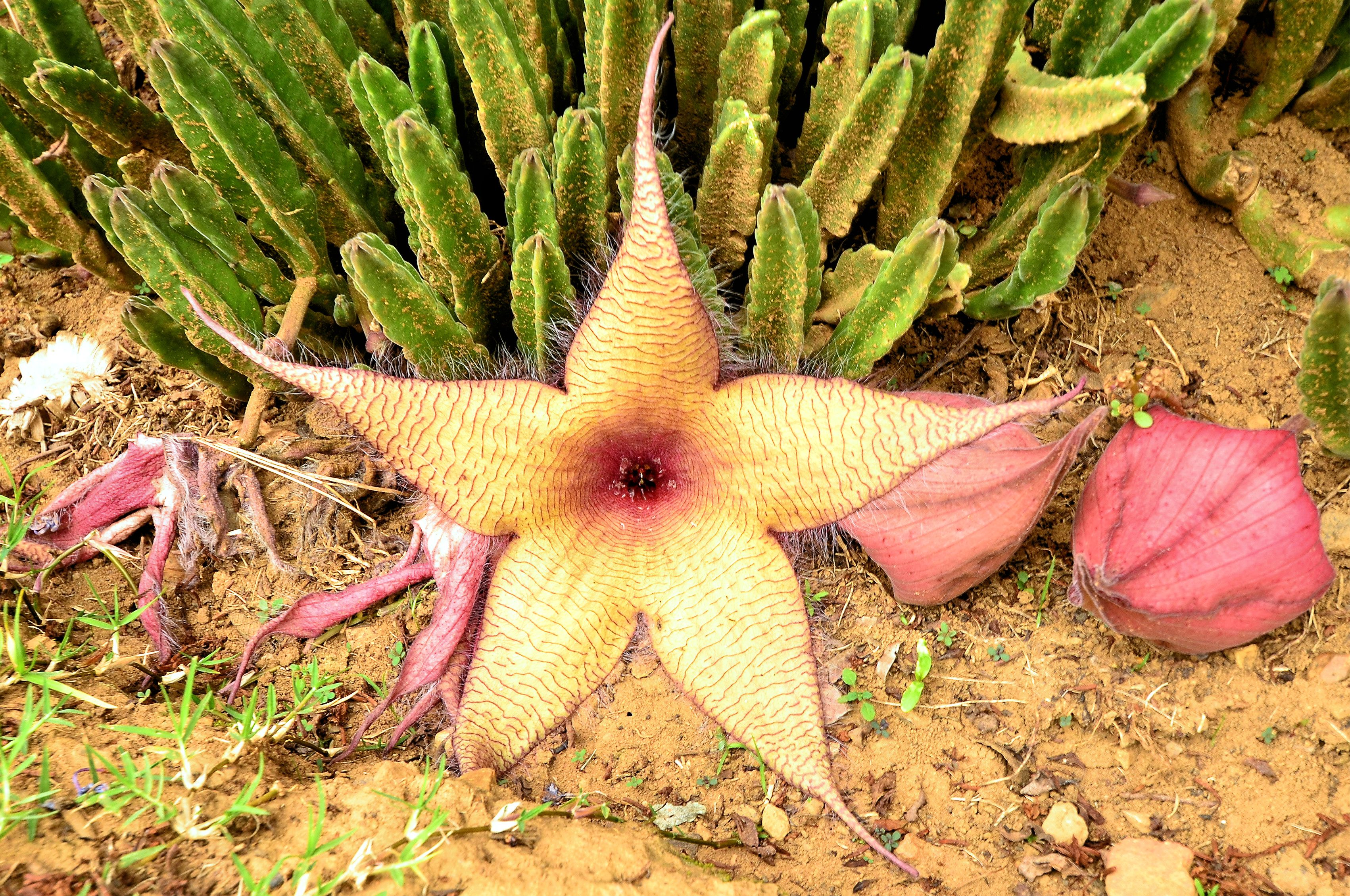
Stapelia gigantea